# Chalais (Charente)
Chalais é uma comuna francesa na região administrativa da Nova Aquitânia, no departamento de Charente. Estende-se por uma área de 17,58 km². Em 2010 a comuna tinha 1 799 habitantes (densidade: 102,3 hab./km²).